# Tales of Innocence
Tales of Innocence (яп. テイルズオブイノセンス Тэйрудзу обу Иносэнсу) — компьютерная ролевая игра для Nintendo DS, девятая в серии игр Tales. Игра была разработана компанией Alfa System и выпущена Namco Bandai 6 декабря 2007 года в Японии. Жанр Tales of Innocence характеризуется как RPG, связывающая мысли воедино (яп. 想いを繋ぐRPG Омои о цунагу RPG). Данная игра не выпускалась за пределами Японии, однако был сделан полноценный любительский перевод. Дизайнером персонажей является Муцуми Иномата; вступительный ролик создала компания Production I.G. Вступительная песня называется «Follow the Nightingale», а заключительная — «Say Goodbye & Good Day»; обе были исполнены певицей Kokia. Музыку для игры написал композитор Кадзу Накамура. Tales of Innocence является полностью трёхмерной игрой.
Ремейк под названием Tales of Innocence R для PlayStation Vita был анонсирован в сентябре 2011 года на фестивале VJump. Планируется, что в новой игре будет полностью переработана графика, будут записаны новые вступительные и заключительные песни (также в исполнении Kokia), добавлены два игровых персонажа.

## Сюжет
Действие игры разворачивается в вымышленном мире, в столице империи Регнум. По всему миру идёт война, но Регнум остаётся в стороне. Однако в империи начинают появляться люди с необычными способностями, и в Регнуме вводится закон, согласно которому они все должны быть заключены в тюрьму. Главным героем игры является Рука, сын торговца. Однажды он понимает, что тоже обладает необычными способностями, которые ранее были сокрыты.

## Игровой процесс
В Tales of Innocence используется трёхмерная боевая система, которая называется «Dimension Stride Linear Motion Battle System» (DS-LMBS). В ней сочетаются элементы из предыдущих игр серии: Tales of the Abyss и портированной на PlayStation 2 Tales of Destiny. В сражении игрок может свободно перемещаться по полю битвы и использовать атаки и специальные приёмы как на земле, так и в воздухе.
Все игровые персонажи имеют свой «стиль» (англ. Style). Игрок может экипировать определённый стиль персонажу, который даёт дополнительные очки параметров. По мере прохождения игры стили улучшаются и с их помощью открываются новые специальные способности, которые можно использовать как на карте мира, так и в битве. В магазинах игрок может улучшать своё оружие, используя материалы, найденные ранее.

## Отзывы и критика
Famitsu оценил Tales of Innocence как 9/9/9/8 (35/40). На протяжении недели с момента своего выпуска игра находилась на третьем месте по объёмам продаж в Японии — было продано 104 000 копии. По данным компании Media Create, к 2008 году было продано 246 420 картриджей Tales of Innocence в Японии.